# Bootettix
Bootettix is een geslacht van rechtvleugeligen uit de familie veldsprinkhanen (Acrididae). De wetenschappelijke naam van dit geslacht is voor het eerst geldig gepubliceerd in 1889 door Bruner.

## Soorten
Het geslacht Bootettix omvat de volgende soorten:
- Bootettix argentatus Bruner, 1889
- Bootettix joerni Otte, 1979